# بندلاکریم
بندلاکریم (به انگلیسی: BenDeLaCreme) (زاده ۲۴ سپتامبر ۱۹۸۱) زن‌پوش، بورلسک آمریکایی است.